# Wapen van Oirsbeek

Wapen van Oirsbeek

Het wapen van Oirsbeek werd op 9 mei 1889 verleend door de Hoge Raad van Adel aan de Limburgse gemeente Oirsbeek. Per 1982 ging Oirsbeek op in gemeente Schinnen. Het gemeentewapen kwam daardoor te vervallen. De wapenfiguren uit het wapen van Oirsbeek zijn terug te vinden op het wapen van Schinnen per 1982.

## Blazoenering
De blazoenering van het wapen luidde als volgt:
Gedeeld, rechts in keel een dubbel slangenkopkruis van zilver met een hartschild van zilver, beladen met drie koeken van keel, geplaatst twee en een; links in azuur de H. Lambertus in bisschoppelijk gewaad van goud, het hoofd gedekt met een mijter van goud en omgeven door een nimbus van hetzelfde, aangezicht en handen van natuurlijke kleur, in de linkerhand houdt de naar rechts gewende Heilige een staf van sabel, met kromming van goud, en een lans met steel van sabel en spits van goud, alles op een terras van sinopel; het geheel omgeven door het randschrift "Gemeentebestuur van Oirsbeek".
De heraldische kleuren zijn keel (rood), zilver (wit), azuur (blauw), goud (goud of geel), sinopel (groen) en natuurlijke kleuren.

## Geschiedenis
Het slangenkopkruis komt uit het wapen van de familie Huyn van Amstenrade. Zij waren de eigenaren van de heerlijkheid Oirsbeek. Hun wapen komt in meerdere (voormalige) gemeentewapens voor. De heilige Lambertus is de plaatselijke patroonheilige.

## Verwante wapens

Het wapen van Beekdaelen, eveneens met het familiewapen van Huyn van Amstenrade
Het wapen van Onderbanken, idem
Het wapen van Schinnen, idem
Het wapen van Amstenrade, idem
Het wapen van Bingelrade, idem
Het wapen van Brunssum, idem
Het wapen van Geleen, idem
Het wapen van Jabeek, idem
Het wapen van Merkelbeek, idem
Het wapen van Schinveld, idem
Het wapen van Spaubeek, idem

Ambt Montfort
· Amby
· Amstenrade
· Arcen en Velden
· Baexem
· Beegden
· Beek
· Belfeld
· Bemelen
· Berg en Terblijt
· Bingelrade
· Bocholtz
· Borgharen
· Born
· Broekhuizen
· Broeksittard 
· Buggenum
· Bunde
· Cadier en Keer
· Echt 
· Eijsden
· Elsloo
· Eygelshoven
· Geleen
· Gennep
· Geulle
· Grathem
· Grevenbicht
· Gronsveld
· Grubbenvorst
· Gulpen 
· Haelen
· Heel
· Heel en Panheel
· Heer
· Helden
· Herten
· Heythuysen
· Hoensbroek
· Horn
· Horst
· Houthem
· Hulsberg
· Hunsel
· Itteren
· Jabeek
· Kessel
· Klimmen
· Limbricht
· Linne
· Maasbracht
· Maasbree
· Maasniel
· Margraten
· Meerlo
· Meerlo-Wanssum
· Meerssen
· Meijel
· Melick en Herkenbosch
· Merkelbeek
· Mheer
· Montfort
· Munstergeleen
· Neer
· Neeritter
· Nieuwenhagen
· Nieuwstadt
· Noorbeek
· Nuth
· Onderbanken
· Obbicht en Papenhoven
· Ohé en Laak
· Oirsbeek
· Ottersum
· Oud-Valkenburg
· Oud-Vroenhoven
· Posterholt
· Roggel
· Roggel en Neer
· Roosteren
· Schaesberg
· Schimmert
· Schinnen
· Schinveld
· Sevenum
· Simpelveld
· Sint Geertruid
· Sint Odiliënberg
· Sint Pieter
· Sittard
· Slenaken
· Spaubeek
· Stramproy
· Stevensweert
· Susteren
· Swalmen
· Tegelen
· Thorn
· Ubach over Worms
· Ulestraten
· Urmond
· Valkenburg
· Vlodrop
· Wanssum
· Wessem
· Wijlre
· Wijnandsrade
· Wittem